# Zehrwespenartige

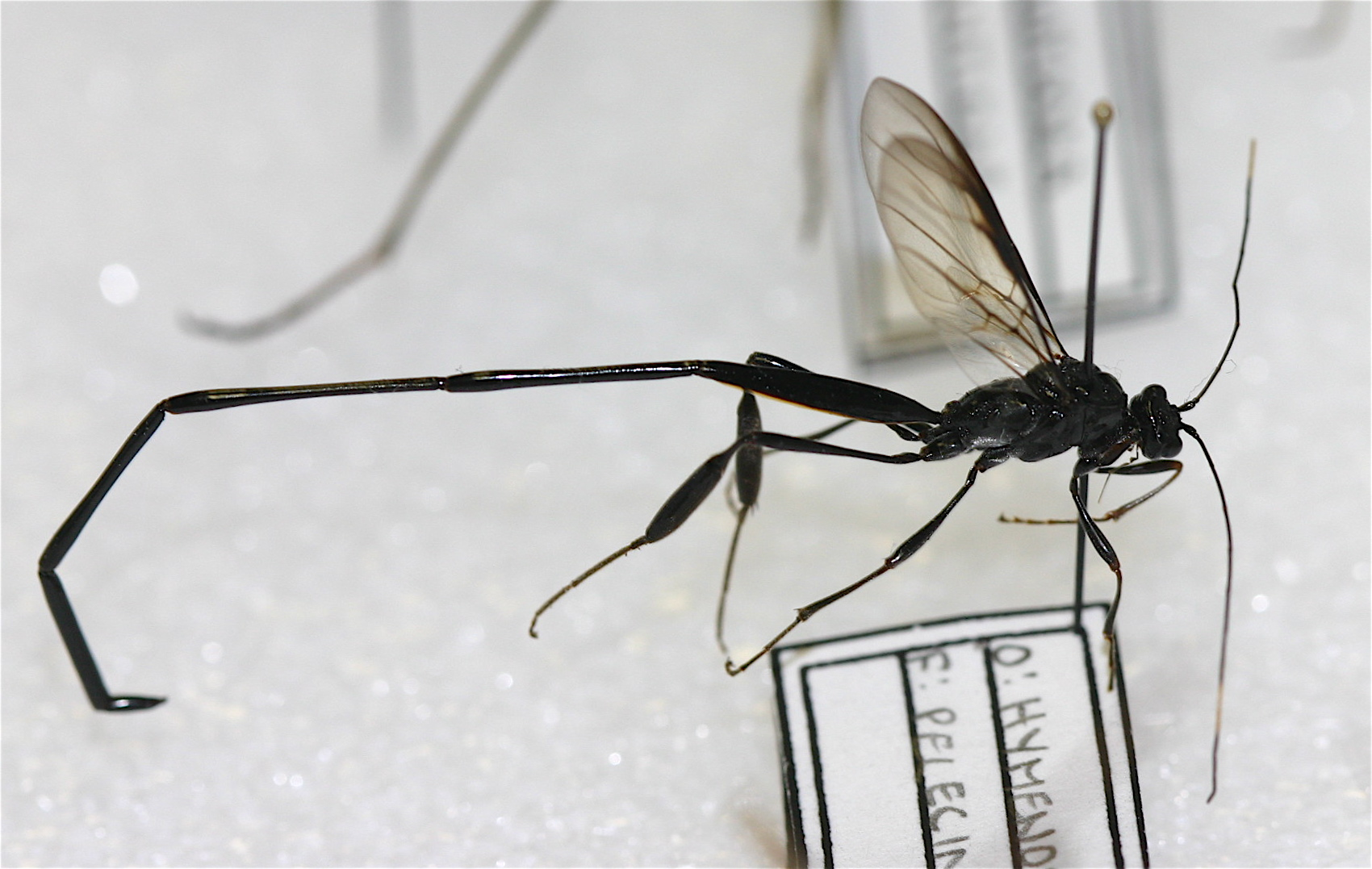
Familie Pelecinidae: Pelecinus polyturator

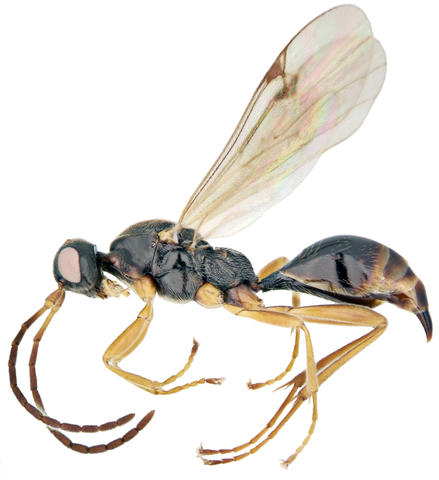
Familie Proctotrupidae: Codrus picicornis

Die Proctotrupoidea, nach der Typusfamilie als Zehrwespenartige bezeichnet, sind eine Überfamilie der Hautflügler.

## Merkmale
Die Überfamilie im modernen Sinne ist vor allem anhand der Ergebnisse der molekularen Phylogenie, anhand der Übereinstimmung homologer DNA-Sequenzen, definiert und abgegrenzt. Morphologische Autapomorphien können nicht angegeben werden. Es handelt sich weit überwiegend um kleine Hautflügler, nur die Pelecinidae erreichen größere Länge (bis sieben Zentimeter) aufgrund ihres stark verlängerten schmalen Hinterleibs. Keine Art besitzt die metallischen Farben oder auffallenden Zeichnungsmuster der meisten Goldwespen. Ein frei liegender, verlängerter Legebohrer ist nur bei den Vanhorniidae vorhanden, sonst ist er entweder im Hinterleib verborgen oder in eine verbreiterte, stark sklerotisierte Scheide eingeschlossen. Er sitzt immer am Hinterleibsende an und ist nicht bauchseitig (ventrad) verschoben, aber oft in diese Richtung eingekrümmt.

## Systematik
Die Überfamilie im modernen Sinne wurde von Michael Sharkey 2007 definiert, der auf Arbeiten von Alexandr Rasnitsyn 1980 und Ian D. Naumann und Lubomir Masner 1985 aufbaut. Die so definierte Gruppe wurde in die neueste systematische Übersicht über die Hautflügler übernommen.
Dieser Auffassung zufolge gehören zu den Proctotrupoidea die folgenden Familien:
- Austroniidae Kozlov, 1975
- Heloridae Förster, 1856
- Pelecinidae Haliday, 1839
- Peradeniidae Naumann & Masner, 1985
- Proctorenyxidae Lelej & Kozlov, 1999
- Proctotrupidae Latreille, 1802
- Roproniidae Bradley, 1905
- Vanhorniidae Crawford, 1909

außerdem drei ausgestorbene Familien, die nur als Fossilien erhalten sind:
- Iscopinidae Rasnitsyn, 1980
- Jurapriidae Rasnitsyn, 1983
- Mesoserphidae Kozlov, 1970

Rasnitsyns Auffassung zufolge sind die Proctotrupoidea eine Wurzelgruppe, aus denen heraus sich die Chalcidoidea, Cynipoidea und Diaprioidea vermutlich in der Kreide abgespalten haben, sie wären demnach paraphyletisch (da Rasnitsyn keine streng kladistische Auffassung vertritt, spielt das für ihn keine Rolle). Neuere Untersuchungen zur molekularen Phylogenie haben allerdings die so definierte Gruppe im Wesentlichen als monophyletische Einheit bestätigen können. Die Gruppe wird oft als Proctotrupoidea im engeren Sinne (sensu stricto) bezeichnet. Schon da nicht alle Familien in den Analysen simultan getestet worden sind, einige sehr seltene sogar noch überhaupt nicht, ist die Überfamilie in der genauen Abgrenzung zurzeit noch unsicher. Dies betrifft vor allem die Austroniidae, die auch zu den Diaprioidea gehören könnten.
Frühere Bearbeiter haben die Überfamilie erheblich weiter abgegrenzt. Häufig wurde sie als Verlegenheits- oder Papierkorb-Taxon aufgefasst, in das alle die Familien der "Mikrohymenopteren" einsortiert wurden, die in den besser definierten Überfamilien keinen Platz fanden. Bereits seit längerer Zeit wurden die Ceraphronoidea (mit den Familien Megaspilidae und Ceraphronidae) als nicht hier hergehörig erkannt. Als Nächstes wurden die Scelionidae und Platygastridae als Überfamilie Platygastroidea ausgegliedert. Auch viele neuere Bearbeiter beließen allerdings die Diapriidae und die kleinen Familien Monomachidae und Maamingidae bei den Zehrwespenartigen, die in den neueren Bearbeitungen als Überfamilie Diaprioidea aufgefasst werden. Die morphologisch kaum unterscheidbaren Familien sind aber nach den molekularen Stammbäumen näher mit den Goldwespen verwandt als mit den verbleibenden Zehrwespenartigen.
Morphologischen und molekularen Analysen zufolge bilden alle hier genannten Überfamilien vermutlich eine gemeinsame Verwandtschaftsgruppe, die Proctotrupomorpha. Die genauen Schwestergruppenbeziehungen innerhalb dieser Klade sind noch zwischen den verschiedenen Analysen unsicher und widersprüchlich und können heute nicht mit hinreichender Sicherheit angegeben werden.

## Artenzahlen
Die Zehrwespenartigen sind eine relativ artenarme Überfamilie. Einzige moderat artenreiche Gruppe sind die Zehrwespen selbst mit gut 400 lebenden Arten. Die anderen sieben Familien kommen zusammen nur auf knapp 50. Die Familie ist fossil seit dem frühen Jura belegt und gehört damit zu den frühesten fossil nachgewiesenen Apocrita. Es sind zahlreiche fossile Arten aus aller Welt bekannt.